# Быстрово (Тверская область)
Быстро́во — деревня в Конаковском районе Тверской области. Входит в состав Ручьёвского сельского поселения.

## География
Находится в юго-восточной части Тверской области на расстоянии приблизительно 22 км на восток-юго-восток по прямой от районного центра города Конаково на левом берегу реки Сестра.

## История
Известна с 1678 года как владение стольника Михаила Ильича Грязного. В 1859 году здесь (деревня Корчевского уезда Тверской губернии) было учтено 12 дворов, в 1900 — 25. Ныне имеет дачный характер.

## Население
Численность населения: 137 человек (1859 год), 155 (1900), 1 (русские 100 %) как в 2002 году, так и в 2010.